# ʿAmr ibn al-ʿĀs
ʿAmr ibn al-ʿĀs (arabisch عمرو بن العاص, DMG ʿAmr ibn al-ʿĀṣ; * um 580; † 664 in Ägypten) war ein Gefährte des Propheten Mohammed sowie ein Feldherr und Politiker, der Ägypten für die Muslime eroberte. Er entstammte einer wohlhabenden Kaufmannsfamilie aus Mekka, die dem quraischitischen Clan der Sahm angehörte. Sein Vater, al-ʿĀs ibn Wāʾil, war ein bekannter Gegner des Propheten Mohammed. Mütterlicherseits stammte er von den Balī, einem Stamm der Qudāʿa, ab.

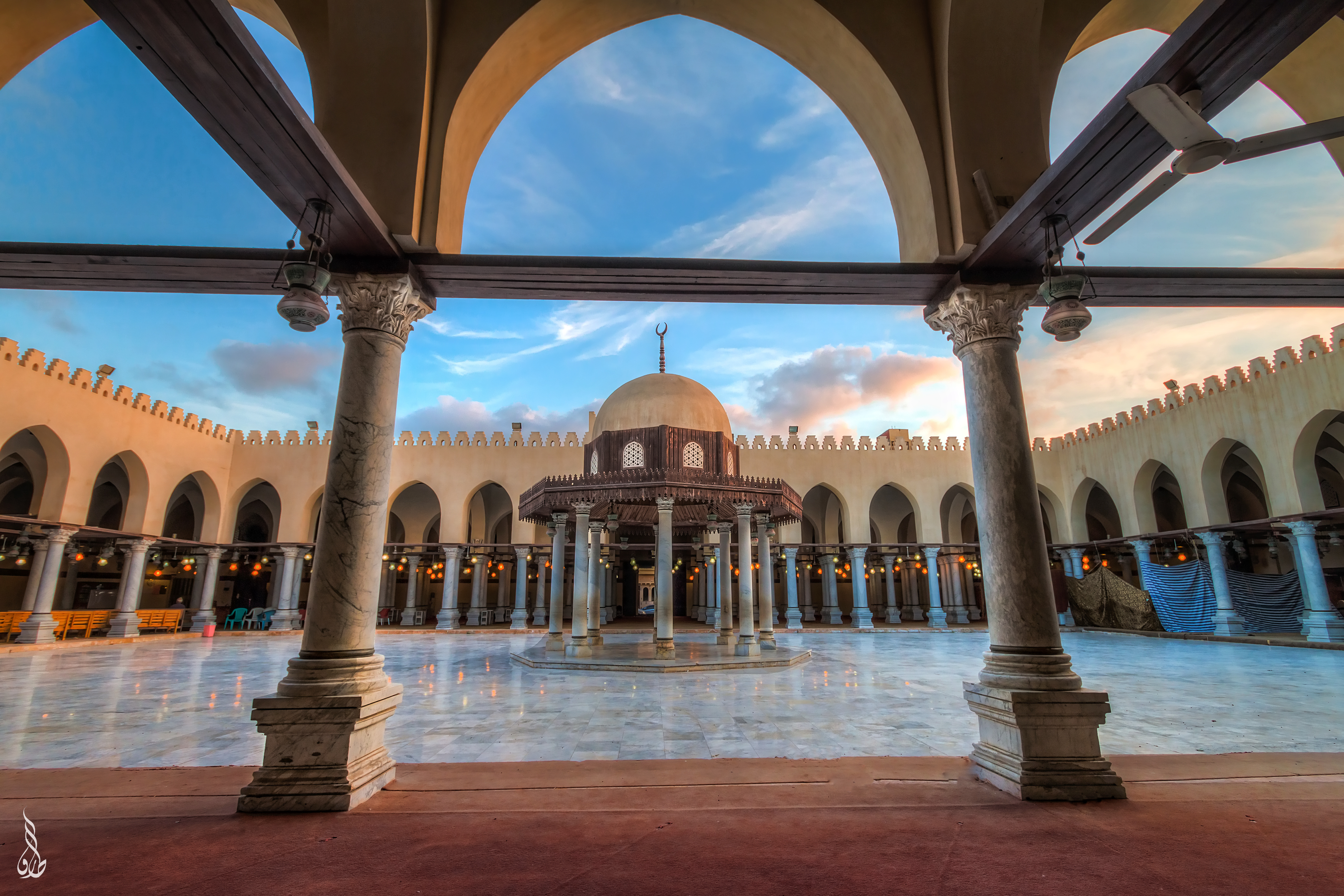
Moschee des ʿAmr ibn al-ʿĀs in Damiette

## Konversion zum Islam
Wie sein Vater stand auch ʿAmr selbst dem Islam zunächst feindlich gegenüber. Erst im achten Jahr nach der Hidschra (629–630) schloss er sich Mohammed an. Kurz nach der Schlacht von Muʾta im September 629 sandte ihn dieser an der Spitze einer Delegation zu den Balī, um deren Loyalität zu sichern.

## Als Amīr in Oman
Noch Im Jahre 8 der Hidschra (= 629/30 n. Chr.) sandte Mohammed ihn zusammen mit Abū Zaid al-Ansārī zu den Azd nach Oman, mit einem Schreiben an ʿAbd und Dschaifar, die Söhne von Dschulandā, das die Aufforderung zur Annahme des Islams enthielt. Für den Fall, dass die beiden der Aufforderung nachkämen, sollten sie in Oman bleiben, Abū Zaid als Leiter des Gebets und ʿAmr als Amīr. Da ʿAbd und Dschaifar tatsächlich den Islam annahmen und die Araber dort zu ihm aufriefen, blieben Abū Zaid und ʿAmr in Oman. Das Einsetzen der Ridda-Kriege zwang die beiden jedoch zur Flucht nach Medina.
Hier stellte sich ʿAmr im Nachfolgestreit auf die Seite Abū Bakrs, pochte auf den Vormachtanspruch der Muhādschirūn und wetterte heftig gegen die Ansār, die zu dieser Zeit noch an Saʿd ibn ʿUbāda ibn Dulaim festhielten.

## Rolle bei der Eroberung Palästinas
Danach begab sich ʿAmr wieder zu den Qudāʿa. Saif ibn ʿUmar berichtet, dass Abū Bakr ihn von dort nach Syrien sandte, um mit seinen Leuten die dortigen muslimischen Truppen zu verstärken, die von Chālid ibn Saʿīd im Stich gelassen worden waren. Nach der Darstellung al-Wāqidīs stand ʿAmr an der Spitze einer Truppe von 3.000 Mann. Muhammad ibn Saʿd, al-Wāqidīs Sekretär, ergänzt, dass Abū Bakr ihn zum Befehlshaber über Balī, ʿUdhra und Qudāʿa einsetzte. Diese Stämme sollte er zum Dschihad aufrufen und alle, die ihm folgen wollten, mit Reittieren versorgen.
ʿAmrs Truppen bildeten einen der vier Heeresteile, die Abū Bakr in Richtung Syrien entsandte. Die anderen Heeresteile wurden von Abū ʿUbaida ibn al-Dscharrāh, Schurahbil ibn Hasana und Yazīd ibn Abī Sufyān befehligt. Zusammen mit Chālid ibn al-Walīd, der seine Truppen im Frühjahr 634 vom Irak her nach Syrien geführt hatte, besiegten die vier Kommandeure am 30. Juli 634 bei Adschnādain in Palästina ein byzantinisches Heer.
Al-Balādhurī berichtet, dass sich der erste Zusammenstoß der Muslime mit den Byzantinern ereignete, als das Kommando in den Händen von ʿAmr lag. Er eroberte noch während des Kalifats von Abū Bakr Gaza, Sebastia und Nablus. Ihren Einwohnern gewährte er eine Sicherheitsgarantie (amān) für Leben, Vermögen und Behausungen gegen die Entrichtung der Dschizya-Kopfsteuer und der Charādsch-Grundsteuer. Danach eroberte er die Stadt und das Gebiet von Ludd, ʿAmwās und Rafah. und belagerte Caesarea Maritima.

## Eroberung Ägyptens
Nachdem ʿAmr seinen Sohn als seinen Stellvertreter über die Caesarea eingesetzt hatte, zog er aus freien Stücken mit 3.500 Mann nach Ägypten. Der zweite Kalif ʿUmar ibn al-Chattāb war über dieses eigenmächtige Handeln erbost und schrieb ʿAmr einen Brief, in dem er ihn zur Rückkehr aufforderte, sofern er nicht schon ägyptischen Boden betreten habe. Da der Brief ʿAmr in al-Arisch erreichte, fühlte er sich an die Aufforderung des Kalifen nicht gebunden.
Nach der Eroberung der Festung Pelusium und dem Sieg bei Heliopolis im Juli 640 über 18.000 Byzantiner ergab sich das Land den Eroberern. Nur in Alexandria konnten sich die Byzantiner behaupten. Erst nachdem 642 den Christen unter dem koptischen Patriarchen von Alexandria die Glaubensfreiheit zugesichert worden war, kam die Stadt unter die Kontrolle der Muslime.
Als Statthalter von Ägypten residierte Amr in Fustat, einer neu gegründeten Lagerstadt, die die Vorgängerin von Kairo werden sollte. Er ordnete in den eroberten Gebieten sehr geschickt die Regierungsverhältnisse und trug in außerordentlicher Weise dazu bei, die unterworfenen Völkerschaften dem Islam gefügig zu machen. Er ließ die Amr-Moschee in Fustat errichten und den Kanal zwischen Nil und dem Roten Meer wieder instand setzen, um die Versorgung Arabiens mit ägyptischem Getreide sicherzustellen. 
ʿUmar ibn al-Chattāb brachte ʿAmr verstärkt unter seine Kontrolle und zog die Hälfte seines Vermögens ein. Als die Byzantiner Alexandria erneut besetzten, vertrieb ʿAmr diese ein zweites Mal aus der Stadt. In dieser Zeit soll er auch die Zerstörung der antiken Bibliothek von Alexandria angeordnet haben. Dies ist allerdings eine Legende, da die Bibliothek schon zuvor ihre Bedeutung verloren hatte.

## Rolle unter ʿUthmān und Muawiya I.
Nachdem Amr vom dritten Kalifen ʿUthmān ibn ʿAffān unmittelbar nach dessen Machtübernahme 644 erneut als Statthalter abberufen und durch ʿAbd Allāh ibn Saʿd ibn Abī ʾs-Sarh ersetzt worden war, schürte er insgeheim die Opposition gegen den Kalifen. Einige Monate nach der Ermordung des Kalifen Othman fand die Kamelschlacht statt (9. Dezember 656). Nach deren Ausgang, als nur noch die beiden Gegner Ali und Muawiya übrigblieben, trat Amr aus seiner bisherigen Untätigkeit heraus und schloss sich Muawiya an. In der Schlacht von Siffin 657 befehligte er die syrische Kavallerie. Die Einsetzung des für Ali verhängnisvollen Schiedsgerichts erfolgte auf seine Anregung. Als Muawiya 661 zum Kalifen ausgerufen wurde, betraute dieser ihn mit der ägyptischen Statthalterschaft, die Amr bis zu seinem Tode 664 innehatte.